# Seznam prvouvrščenih singlov 2017 (Slovenija)
Seznam prvouvrščenih singlov Slovenije 2017 iz uradne nacionalne lestvice SloTop50, združene v 61 slovenskih radijskih postaj, ki jo združenje SAZAS samodejno obračunava tedensko, mesečno in letno.

## Lestvica

### Tedenska
Prvo mesto lestvice in najvišje uvrščena domača skladba za vsak teden
|  | Najbolje uvrščen single leta 2017 |

| Št. | Teden | Izid lestvice      | Skladba na prvem mestu lestvice | Izvajalec                                  |                        | Top domača skladba       | Top domači izvajalec |
| --- | ----- | ------------------ | ------------------------------- | ------------------------------------------ | ---------------------- | ------------------------ | -------------------- |
| 52  | 210   | 8. januar 2017     | "Love My Life"                  | Robbie Williams                            | "Milijon in ena"       | Klara Jazbec             |                      |
| re  | 211   | 15. januar 2017    | "Human"                         | Rag'n'Bone Man                             | "Oba"                  | Manca Špik & Isaac Palma |                      |
| re  | 212   | 22. januar 2017    | "Human"                         | Rag'n'Bone Man                             | "Milijon in ena"       | Klara Jazbec             |                      |
| re  | 213   | 29. januar 2017    | "Love My Life"                  | Robbie Williams                            | "Oba"                  | Manca Špik & Isaac Palma |                      |
| re  | 214   | 5. februar 2017    | "Lost on You"                   | LP                                         | "Milijon in ena"       | Klara Jazbec             |                      |
| re  | 215   | 12. februar 2017   | "Lost on You"                   | LP                                         | "Milijon in ena"       | Klara Jazbec             |                      |
| 53  | 216   | 19. februar 2017   | "Rockabye"                      | Clean Bandit ft. Paul Sean & Anne-Mari     | "Milijon in ena"       | Klara Jazbec             |                      |
| re  | 217   | 26. februar 2017   | "Love My Life"                  | Robbie Williams                            | "Milijon in ena"       | Klara Jazbec             |                      |
| 54  | 218   | 5. marec 2017      | "Heart of Gold"                 | BQL                                        | "Heart of Gold"        | BQL                      |                      |
| 55  | 219   | 12. marec 2017     | "Shape of You"                  | Ed Sheeran                                 | "Heart of Gold"        | BQL                      |                      |
| 55  | 220   | 19. marec 2017     | "Shape of You"                  | Ed Sheeran                                 | "Heart of Gold"        | BQL                      |                      |
| 55  | 221   | 26. marec 2017     | "Shape of You"                  | Ed Sheeran                                 | "Heart of Gold"        | BQL                      |                      |
| 55  | 222   | 2. april 2017      | "Shape of You"                  | Ed Sheeran                                 | "Heart of Gold"        | BQL                      |                      |
| 55  | 223   | 9. april 2017      | "Shape of You"                  | Ed Sheeran                                 | "Heart of Gold"        | BQL                      |                      |
| 55  | 224   | 16. april 2017     | "Shape of You"                  | Ed Sheeran                                 | "Heart of Gold"        | BQL                      |                      |
| re  | 225   | 23. april 2017     | "Heart of Gold"                 | BQL                                        | "Heart of Gold"        | BQL                      |                      |
| re  | 226   | 30. april 2017     | "Shape of You"                  | Ed Sheeran                                 | "Heart of Gold"        | BQL                      |                      |
| re  | 227   | 7. maj 2017        | "Heart of Gold"                 | BQL                                        | "Heart of Gold"        | BQL                      |                      |
| 56  | 228   | 14. maj 2017       | "Despacito"                     | Luis Fonsi ft. Daddy Yankee                | "Heart of Gold"        | BQL                      |                      |
| 56  | 229   | 21. maj 2017       | "Despacito"                     | Luis Fonsi ft. Daddy Yankee                | "Halo"                 | Alya                     |                      |
| 56  | 230   | 28. maj 2017       | "Despacito"                     | Luis Fonsi ft. Daddy Yankee                | "Halo"                 | Alya                     |                      |
| re  | 231   | 4. junij 2017      | "Shape of You"                  | Ed Sheeran                                 | "Halo"                 | Alya                     |                      |
| 57  | 232   | 11. junij 2017     | "Súbeme la Radio"               | E. Iglesias ft. D. Bueno and Zion & Lennox | "Halo"                 | Alya                     |                      |
| re  | 233   | 18. junij 2017     | "Shape of You"                  | Ed Sheeran                                 | "Halo"                 | Alya                     |                      |
| re  | 234   | 25. junij 2017     | "Shape of You"                  | Ed Sheeran                                 | "Heart of Gold"        | BQL                      |                      |
| re  | 235   | 2. julij 2017      | "Shape of You"                  | Ed Sheeran                                 | "Halo"                 | Alya                     |                      |
| re  | 236   | 9. julij 2017      | "Súbeme la Radio"               | E. Iglesias ft. D. Bueno and Zion & Lennox | "Heart of Gold"        | BQL                      |                      |
| re  | 237   | 16. julij 2017     | "Súbeme la Radio"               | E. Iglesias ft. D. Bueno and Zion & Lennox | "Halo"                 | Alya                     |                      |
| re  | 238   | 23. julij 2017     | "Súbeme la Radio"               | E. Iglesias ft. D. Bueno and Zion & Lennox | "Heart of Gold"        | BQL                      |                      |
| 58  | 239   | 30. julij 2017     | "Galway Girl"                   | Ed Sheeran                                 | "Halo"                 | Alya                     |                      |
| 58  | 240   | 6. avgust 2017     | "Galway Girl"                   | Ed Sheeran                                 | "Heart of Gold"        | BQL                      |                      |
| 58  | 241   | 13. avgust 2017    | "Galway Girl"                   | Ed Sheeran                                 | "Heart of Gold"        | BQL                      |                      |
| 58  | 242   | 20. avgust 2017    | "Galway Girl"                   | Ed Sheeran                                 | "Heart of Gold"        | BQL                      |                      |
| 58  | 243   | 27. avgust 2017    | "Galway Girl"                   | Ed Sheeran                                 | "Halo"                 | Alya                     |                      |
| 58  | 244   | 3. september 2017  | "Galway Girl"                   | Ed Sheeran                                 | "Heart of Gold"        | BQL                      |                      |
| 58  | 245   | 10. september 2017 | "Galway Girl"                   | Ed Sheeran                                 | "Halo"                 | "Alya"                   |                      |
| 58  | 246   | 17. september 2017 | "Galway Girl"                   | Ed Sheeran                                 | "Halo"                 | "Alya"                   |                      |
| 58  | 247   | 24. september 2017 | "Galway Girl"                   | Ed Sheeran                                 | "Halo"                 | "Alya"                   |                      |
| 58  | 248   | 1. oktober 2017    | "Galway Girl"                   | Ed Sheeran                                 | "Halo"                 | "Alya"                   |                      |
| 59  | 249   | 8. oktober 2017    | "Diamond Duck"                  | Maraaya                                    | "Diamond Duck"         | Maraaya                  |                      |
| 59  | 250   | 15. oktober 2017   | "Diamond Duck"                  | Maraaya                                    | "Diamond Duck"         | Maraaya                  |                      |
| re  | 251   | 22. oktober 2017   | "Galway Girl"                   | Ed Sheeran                                 | "Diamond Duck"         | Maraaya                  |                      |
| 60  | 252   | 29. oktober 2017   | "What About Us"                 | Pink                                       | "Diamond Duck"         | Maraaya                  |                      |
| 60  | 253   | 5. november 2017   | "What About Us"                 | Pink                                       | "Diamond Duck"         | Maraaya                  |                      |
| 60  | 254   | 12. november 2017  | "What About Us"                 | Pink                                       | "Diamond Duck"         | Maraaya                  |                      |
| 61  | 255   | 19. november 2017  | "Perfect"                       | Ed Sheeran                                 | "Diamond Duck"         | Maraaya                  |                      |
| 61  | 256   | 26. november 2017  | "Perfect"                       | Ed Sheeran                                 | "Heart of Gold"        | BQL                      |                      |
| 61  | 257   | 3. december 2017   | "Perfect"                       | Ed Sheeran                                 | "Ni predaje, ni umika" | BQL & Nika Zorjan        |                      |
| 61  | 258   | 10. december 2017  | "Perfect"                       | Ed Sheeran                                 | "Ni predaje, ni umika" | BQL & Nika Zorjan        |                      |
| 62  | 259   | 17. december 2017  | "Havana"                        | Camila Cabello featuring Young Thug        | "Ni predaje, ni umika" | BQL & Nika Zorjan        |                      |
| 63  | 260   | 24. december 2017  | "Last Christmas"                | Wham!                                      | "Ni predaje, ni umika" | BQL & Nika Zorjan        |                      |
| re  | 261   | 31. december 2017  | Havana"                         | Camila Cabello featuring Young Thug        | "Ni predaje, ni umika" | BQL & Nika Zorjan        |                      |

### Mesečna
Prvo mesto lestvice in najvišje uvrščena domača skladba za vsak mesec
| Št. | Teden | Izid lestvice  | Skladba na prvem mestu lestvice | Izvajalec                                  |                        | Top domača skladba | Top domači izvajalec |
| --- | ----- | -------------- | ------------------------------- | ------------------------------------------ | ---------------------- | ------------------ | -------------------- |
| 30  | 49    | Januar 2017    | "Human"                         | Rag'n'Bone Man                             | "Milijon in ena"       | Klara Jazbec       |                      |
| 31  | 50    | Februar 2017   | "Love My Life"                  | Robbie Williams                            | "Milijon in ena"       | Klara Jazbec       |                      |
| 32  | 51    | Marec 2017     | "Shape of You"                  | Ed Sheeran                                 | "Heart of Gold"        | BQL                |                      |
| 32  | 52    | April 2017     | "Shape of You"                  | Ed Sheeran                                 | "Heart of Gold"        | BQL                |                      |
| 32  | 53    | Maj 2017       | "Shape of You"                  | Ed Sheeran                                 | "Heart of Gold"        | BQL                |                      |
| 32  | 54    | Junij 2017     | "Shape of You"                  | Ed Sheeran                                 | "Halo"                 | Alya               |                      |
| 33  | 55    | Julij 2017     | "Súbeme la Radio"               | E. Iglesias ft. D. Bueno and Zion & Lennox | "Heart of Gold"        | BQL                |                      |
| 34  | 56    | Avgust 2017    | "Galway Girl"                   | Ed Sheeran                                 | "Heart of Gold"        | BQL                |                      |
| 34  | 57    | September 2017 | "Galway Girl"                   | Ed Sheeran                                 | "Halo"                 | Alya               |                      |
| 34  | 58    | Oktober 2017   | "Galway Girl"                   | Ed Sheeran                                 | "Diamond Duck"         | Maraaya            |                      |
| 35  | 59    | November 2017  | "What About Us"                 | Pink                                       | "Diamond Duck"         | Maraaya            |                      |
| 36  | 60    | December 2017  | "Havana"                        | Camila Cabello feat. Young Thug            | "Ni predaje, ni umika" | BQL & Nika Zorjan  |                      |

### Letna
| Uvr. | Skladba                    | Izvajalec                                          |
| ---- | -------------------------- | -------------------------------------------------- |
| 1    | "Shape of You"             | Ed Sheeran                                         |
| 2    | "Heart of Gold"            | BQL                                                |
| 3    | "Galway Girl"              | Ed Sheeran                                         |
| 4    | "Lost On You"              | LP                                                 |
| 5    | "Rockabye"                 | Clean Bandit ft. Sean Paul & Anne-Marie            |
| 6    | "Love My Life"             | Robbie Williams                                    |
| 7    | "Subeme La Radio"          | Enrique Iglesias ft. Descemer Bueno, Zion & Lennox |
| 8    | "Skin"                     | Rage'n'Bone Man                                    |
| 9    | "Something Just Like This" | The Chainsmokers & Coldplay                        |
| 10   | "Despacito"                | Louis Fonsi ft. Daddy Yankee                       |